# Hans Lessing
Hans Lessing (* 3. April 1934 in Chemnitz; † 3. Januar 2017) war ein Politiker in der Deutschen Demokratischen Republik (DDR). Das Mitglied der Sozialistischen Einheitspartei Deutschlands (SED) war von 1970 bis 1973 stellvertretender Minister für Leichtindustrie sowie ab 1973 für Bezirksgeleitete Industrie und Lebensmittelindustrie der DDR und Intendant des Schauspielhauses Berlin.

## Leben
Lessing erlernte den Beruf des Schriftsetzers. Er schloss sich der Freien Deutschen Jugend (FDJ) an und hatte FDJ-Leitungsfunktionen in Dessau inne. Er besuchte die Ingenieurschule für Polygraphie Leipzig, studierte später Wirtschaftswissenschaften an der KMU Leipzig und wurde zum Dr. rer. oec. promoviert. Er wurde Mitglied der Sozialistischen Einheitspartei Deutschlands (SED). Von 1968 bis 1969 arbeitete er als Abteilungsleiter im Ministerium für Leichtindustrie der DDR und von März 1969 bis Juni 1970 als Generaldirektor der VVB Polygrafische Industrie. Von 1970 bis 1973 fungierte er als stellvertretender Minister für Leichtindustrie und ab 1973 als stellvertretender Minister für Bezirksgeleitete Industrie und Lebensmittelindustrie der DDR. Wegen Mängeln in der Möbelversorgung wurde er vom damaligen DDR-Wirtschaftslenker Günter Mittag in öffentlicher Sitzung als "Versager" diffamiert und seines Postens enthoben.
Im August 1983 wechselte er als erster Intendant zum wiederaufgebauten Schauspielhaus Berlin. Von dieser Funktion wurde er im Dezember 1989 abberufen. Von Februar 1984 bis Dezember 1989 war er Kandidat der SED-Bezirksleitung Berlin.
Lessing klagte gegen eine auf der Anspruchs- und Anwartschaftsüberführung beruhende Rentenkürzung für seine Zeit als Vize-Minister. 2010 entschied das Bundesverfassungsgericht, dass die Kürzung rechtmäßig sei. Der Bundestag könne davon ausgehen, dass eine kleine Gruppe hoher DDR-Funktionäre nicht nur wegen ihrer Arbeitsleistung, sondern auch wegen ihrer „politischen Anpassung“ und „Regimetreue“ honoriert wurde. Die Rentenkürzung rechtfertigte sich „aus dem gesetzgeberischen Anliegen, ein rentenrechtliches Fortwirken eines Systems der Selbstprivilegierung zu verhindern“.
Lessing starb im Alter von 82 Jahren.

## Auszeichnungen
- 1976 Vaterländischer Verdienstorden in Bronze und 1986 in Gold